# شهر نینگژونگ
شهر نینگژونگ (به لاتین: Nyingzhong Township) یک شهرک در جمهوری خلق چین است که در Damxung County واقع شده‌است. شهر نینگژونگ ۴٬۲۲۸ متر بالاتر از سطح دریا واقع شده‌است.